# Semivermilia torulosa
Semivermilia torulosa är en ringmaskart som först beskrevs av Delle Chiaje 1822.  Semivermilia torulosa ingår i släktet Semivermilia och familjen Serpulidae. Inga underarter finns listade i Catalogue of Life.